# Gintautas Matulis
Gintautas Matulis est un joueur lituanien de basket-ball à trois né le 6 décembre 1986 à Rokiškis. Il a remporté avec l'équipe de Lituanie la médaille de bronze du tournoi masculin aux Jeux olympiques d'été de 2024, organisés à Paris.